# ロベルト・モンソン
ロベルト・モンソン・ゴンサレス (Roberto Monzon González、1978年3月30日-)は、キューバのレスリング選手。2004年アテネオリンピックレスリンググレコローマンスタイル60kg級の銀メダリストである。

## 実績
- オリンピック
  - 2004年アテネオリンピック　銀メダル
- 世界選手権
  - 2位　2003年
  - 3位　2001、2002年